# ヴォンダ・マッキンタイア
ヴォンダ・ニール・マッキンタイア（Vonda Neel McIntyre, 1948年8月28日 - 2019年4月1日）は、アメリカ合衆国のSF作家。

## 経歴
ケンタッキー州ルイビル生まれ。1970年、ワシントン大学で生物学の学士号を取得。同年、1968年にペンシルベニア州立クラリオン大学で始まったクラリオン・ワークショップに参加。その後大学院で遺伝学を学ぶ。
1971年、クラリオン・ワークショップの創設者ロビン・スコット・ウィルスンの助力を得て、ワシントン州シアトルでクラリオン・ウェスト・ライターズ・ワークショップを創立。1973年まで、このワークショップ運営に貢献した。
1973年、中編「霧と草と砂と」でネビュラ賞を受賞。1975年、長編デビュー作となる『脱出を待つ者』を出版。
1978年には「霧と草と砂と」を元にした長編『夢の蛇』を出版し、ヒューゴー賞、ネビュラ賞、ローカス賞を受賞した。
『スタートレック』と『スター・ウォーズ・シリーズ』の小説もいくつか書いており、『ファースト・ミッション』や The Entropy Effect も含まれる。映画版スタートレックのノヴェライズを3作連続で手がけた。
また、70年代に活躍したSF作家たち、マイクル・ビショップ、ジョージ・R・R・マーティン、ジョン・ヴァーリイらのLDG（レイバー・デイ・グループ）に含められることもある。
スタートレックのヒカル・スールーの名前を「ヒカル」としたのはマッキンタイアである。これは（漫画版に関わっていた）作家 Peter David が『スタートレックVI 未知の世界』の撮影現場を訪れた際に監督のニコラス・メイヤーにその名前を入れるよう要請したことで正式な名前となった。
2019年4月1日、ワシントン州シアトルにて膵臓癌のために死去した。70歳没。

## 受賞歴など
『夢の蛇』で1979年ヒューゴー賞、ネビュラ賞、ローカス賞を受賞し、『太陽の王と月の妖獣』で1998年ネビュラ賞を獲得している。
ロバート・A・ハインラインは1982年の長編小説『フライデー』の献辞に "to ...Vonda, ..." と書いている。

## 主な作品

### オリジナル小説
- 『脱出を待つ者』 (The Exile Waiting, 1975)
- 『夢の蛇』 (Dreamsnake, 1978)
- Superluminal (1983)
- 『星の海のミッキー』 (Barbary, 1986)
- Starfarers
  - Starfarers (1989)
  - Transition (1991)
  - Metaphase (1992)
  - Nautilus (1994)
- 『太陽の王と月の妖獣』 (The Moon and the Sun, 1997)

### 映画ノヴェライズなど
- 『ブライド』The Bride (1985)：同名映画のノヴェライズ。『フランケンシュタイン』の続編『フランケンシュタインの花嫁』のリメイク映画。
- スタートレック・シリーズ
  - 『スタートレックII カーンの逆襲』Star Trek II: The Wrath of Khan (1982)
  - 『スタートレックIII ミスター・スポックを探せ!』Star Trek III: The Search for Spock (1984)
  - 『スタートレックIV 故郷への長い道』Star Trek IV: The Voyage Home (1986)
  - 『ファースト・ミッション』Enterprise: The First Adventure (1986)
- スター・ウォーズ・シリーズ
  - 『スター・ウォーズ クリスタル・スター』Star Wars: The Crystal Star (1994)